# Laugarvatn (miejscowość)
Laugarvatn  – miejscowość w południowo-zachodniej Islandii, położona nad jeziorem o tej samej nazwie, u podnóża masywu górskiego Laugarvatnsfjall, który osiąga wysokość 600 m n.p.m. Miejscowość wchodzi w skład gminy Bláskógabyggð, w regionie Suðurland. Przebiega przez nią droga nr 37. Na początku 2018 roku zamieszkiwało ją 191 osób.

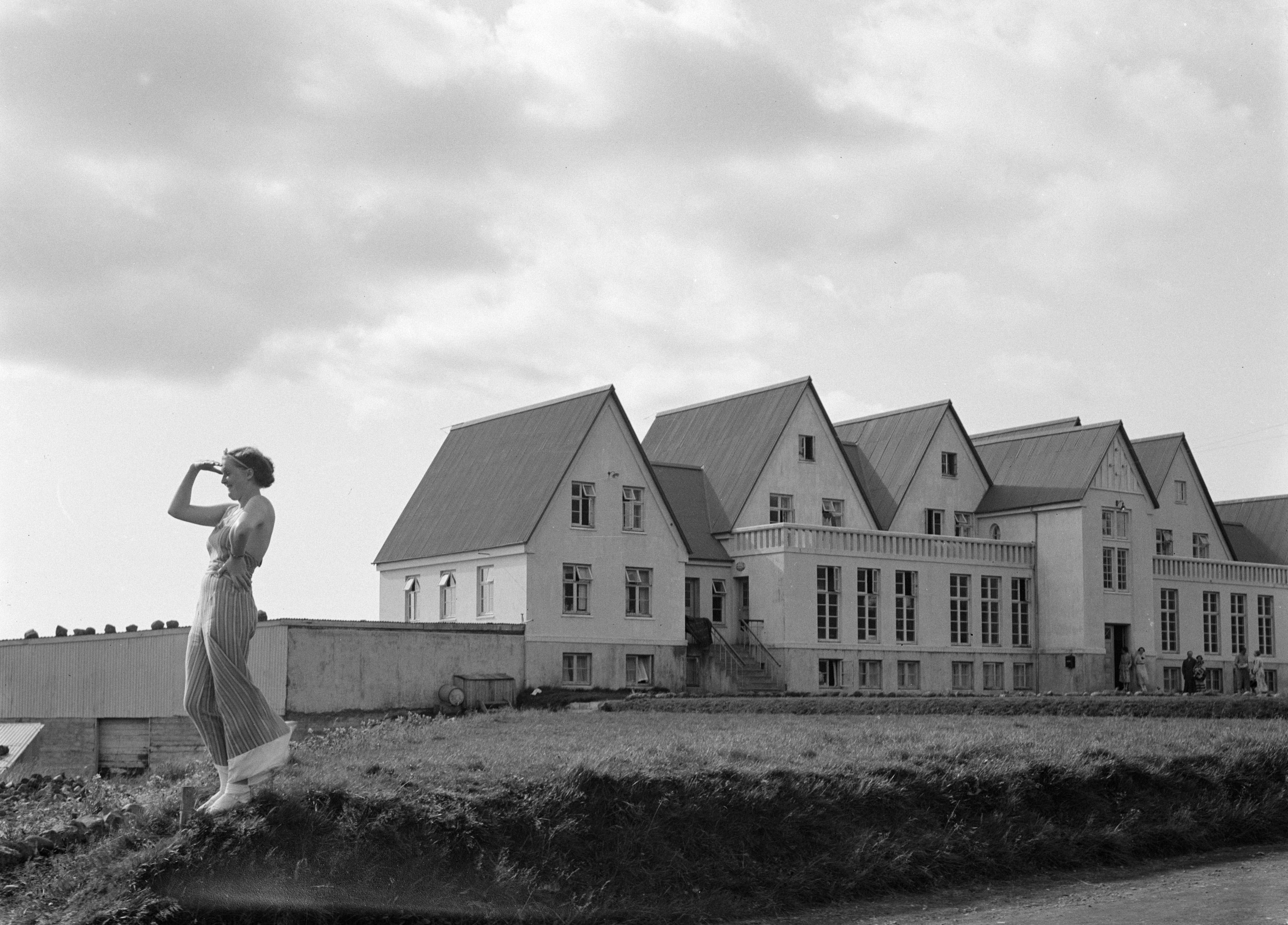
Szkoła Héraðsskólinn w 1934 roku

Osada rozwinęła wokół szkoły z akademikiem zwanej Héraðsskólinn, która została wybudowana w 1928 roku według projektu znanego islandzkiego architekta Guðjóna Samúelssona.
Współcześnie miejscowość pełni główne funkcje turystyczne – działa tutaj m.in. geotermalne spa, a w historycznej szkole otwarty został hotel. Położona jest na trasie tzw. Złotego Kręgu, między doliną Þingvellir na zachodzie a gejzerami Geysir i Strokkur oraz wodospadem Gullfoss na wschodzie.